# NGC 5029
NGC 5029 је елиптична галаксија у сазвежђу Ловачки пси која се налази на NGC листи објеката дубоког неба.
Деклинација објекта је + 47° 3' 48" а ректасцензија 13h 12m 37,4s. Привидна величина (магнитуда) објекта NGC 5029 износи 13,1 а фотографска магнитуда 14,1. NGC 5029 је још познат и под ознакама UGC 8293, MCG 8-24-87, CGCG 245-32, PGC 45880.